# رده سمیت
رده سمیت یا کلاس سمیت (به انگلیسی: Toxicity class)، به یک سیستم طبقه‌بندی برای آفت‌کش‌ها اشاره دارد که توسط یک سازمان ملی یا بین‌المللی مرتبط با دولت یا با حمایت مالی ایجاد شده‌است. به سمیت حاد عواملی مانند تدخین‌کننده‌های خاک، قارچ‌کش‌ها، علف‌کش‌ها، حشره‌کش‌ها، کنه‌کش‌ها، نرم‌تن‌کش‌ها، نماتدکش‌ها یا جونده‌کش‌ها می‌پردازد.

### سازمان جهانی بهداشت
سازمان جهانی بهداشت (WHO) چهار طبقه سمیت را نام می‌برد:
- کلاس I - a: بی‌نهایت خطرناک
- کلاس I – b: بسیار خطرناک
- کلاس II: نسبتاً خطرناک
- کلاس III: کمی خطرناک

### اتحادیه اروپا
هشت رده سمیت در سیستم طبقه‌بندی اتحادیه اروپا وجود دارد که توسط دستورالعمل 67/548/EEC تنظیم می‌شود:
- رده I: بسیار سمی
- رده II: سمی
- رده III: زیان‌آور
- رده IV: خورنده
- رده V: تحریک‌کننده
- رده VI: حساسیت‌زا
- رده VII: سرطان‌زا
- رده VIII: جهش‌زا